# Обама, Саломон
Саломон Асуму Обама Ондо (исп. Salomón Asumu Obama Ondo; род. 4 февраля 2000, Малабо, Экваториальная Гвинея) — испанский и экваториальногвинейский футболист, нападающий андоррского «Унио Эспортива Санта-Колома».

## Биография
Родился 4 февраля 2000 года в Малабо. В юности возрасте переехал с семьёй в Испанию и вырос на Торрехоне. Вместе с братом близнецом в 2008 году поступил в молодёжную академию Атлетико Мадрид, за который выступал до 2018 года.
На профессиональном уровне дебютировал выступая за вторую команду мадридского клуба. Всего сыграл 16 матчей за вторую команду Атлетико. После перешёл в молодёжную команду Сельты параллельно выступая во втором составе клуба. В 2019 году на правах аренды перешел в Мериду, за которую отыграл пять матчей.
29 октября 2020 года стал игроком в Дибба Аль Фуджейра. Ни отыграв ни матча за эмиратскую команду 6 февраля следующего года перешёл в «Севан», в том же году выступает за Мостолес за который сыграл 3 матча.

## Карьера в сборной
На молодёжном уровне представлял команды Испании до 17 лет и команду до 23 лет Экваториальной Гвинеи, отыграв по 5 и 3 матча соответственно. Дебютировал за взрослую сборную в матче против сборной Судана в рамках квалификации Кубка африканских наций 2019 года. Первый гол за сборную забил на четвёртой добавленной минуте второго тайма в ворота сборной Ливии, благодаря чему была одержана победа с итоговым счётом 3:2. Всего за сборную отыграл 11 матчей.

## Семья
У Саломона есть брат близнец — Федерико, также как выступавший за «Атлетико Мадрид» и сборную Экваториальной Гвинеи по футболу.

## Матчи за сборную Экваториальной Гвинеи
| Матчи Обамы за сборную Экваториальной Гвинеи | Матчи Обамы за сборную Экваториальной Гвинеи | Матчи Обамы за сборную Экваториальной Гвинеи | Матчи Обамы за сборную Экваториальной Гвинеи | Матчи Обамы за сборную Экваториальной Гвинеи | Матчи Обамы за сборную Экваториальной Гвинеи | Матчи Обамы за сборную Экваториальной Гвинеи |
| -------------------------------------------- | -------------------------------------------- | -------------------------------------------- | -------------------------------------------- | -------------------------------------------- | -------------------------------------------- | -------------------------------------------- |
| №                                            | Дата                                         | Оппонент                                     | Счёт                                         | Голы Обамы                                   | Соревнование                                 |                                              |
| 1                                            | 8 сентября 2018                              | Судан                                        | 1:0                                          | -                                            | Отборочные матчи КАН-2019                    |                                              |
| 2                                            | 13 октября 2018                              | Мадагаскар                                   | 0:1                                          | -                                            | Отборочные матчи КАН-2019                    |                                              |
| 3                                            | 16 октября 2018                              | Мадагаскар                                   | 0:1                                          | -                                            | Отборочные матчи КАН-2019                    |                                              |
| 4                                            | 11 ноября 2020                               | Ливия                                        | 3:2                                          | 1                                            | Отборочные матчи КАН-2021                    |                                              |
| 5                                            | 15 ноября 2020                               | Ливия                                        | 1:0                                          | -                                            | Отборочные матчи КАН-2021                    |                                              |
| 6                                            | 25 марта 2021                                | Танзания                                     | 1:0                                          | -                                            | Отборочные матчи КАН-2021                    |                                              |
| 7                                            | 28 марта 2021                                | Тунис                                        | 1:2                                          | -                                            | Отборочные матчи КАН-2021                    |                                              |
| 8                                            | 3 сентября 2021                              | Тунис                                        | 0:3                                          | -                                            | Отборочные матчи ЧМ-2022                     |                                              |
| 9                                            | 7 сентября 2021                              | Мавритания                                   | 1:0                                          | -                                            | Отборочные матчи ЧМ-2022                     |                                              |
| 10                                           | 7 октября 2021                               | Замбия                                       | 2:0                                          | -                                            | Отборочные матчи ЧМ-2022                     |                                              |
| 11                                           | 10 октября 2021                              | Замбия                                       | 1:1                                          | -                                            | Отборочные матчи ЧМ-2022                     |                                              |

Итого: 11 матчей / 1 гол; 6 побед, 1 ничья, 4 поражения.